# أسوس فونباد
أسوس فونباد هي أجهزة حاسوب لوحي لها القدرة على الاتصالات الهاتفية الخلوية، أطلقتها شركة أسوس، وقد تم اعتبار هذه الأجهزة، التي حملت أنواع 7 و8 و9 فابلت أو جهاز نصف لوحي. وكان ME371MG هو أول فونباد يتم إطلاقه في الهند في 24 أبريل عام 2013، وفي المملكة المتحدة في 26 أبريل من العام ذاته. وبعد ستة أشهر وتحديدًا في سبتمبر من العام ذاته، تم إطلاق أسوس فونباد 7 نسخة 2014، وأعقبه ظهور كل من فونباد 8 والنسخة المحدثة من فونباد 7 في يونيو 2014. وفي 26 أغسطس 2014، أطلقت أسوس فونباد 7 تحديث 2014 نسخة (FE7530CXG)، وهو هاتف من الجيل الثالث بمعالج إنتل أتوم Z3560 ، وذاكرة الوصول العشوائي بقيمة 1 جيجا بايت وشاشة 7 بوصة مقاسها 1280x800 ونظام تشغيل أندرويد 4.4 كيتكات.